# Max Kuß
Max Kuß (* 21. Oktober 1903 in Frankfurt (Oder); † 1. Mai 1976 in Coburg) war ein deutscher Politiker der KPD.
Kuß war als Verwaltungsangestellter tätig. 1946 gehörte er der Verfassunggebenden Landesversammlung Bayerns an. Später war er stellvertretender Landrat des Landkreises Coburg.
1950 kandidierte er bei der Wahlwiederholung der Bundestagswahl 1949 im Wahlkreis Kulmbach, erhielt jedoch nur 2,3 Prozent der Stimmen und landete damit hinter Johannes Semler, Wenzel Jaksch und Alfred Loritz.